# Abingdon (Illinois)
Abingdon város az USA Illinois államában, Knox megyében. Lakosainak száma 2951 fő (2020. április 1.).

## Népesség
A település népességének változása:

| 2010 | 3 319 |
| 2020 | 2 951 |